# Alcaldesses de Catalunya (legislatura 2015-2019)

Alcaldessa (nom femení) Política que presideix un ajuntament i que és la màxima autoritat d'un municipi. Sinònim: Batllessa.
Les dones encara estan lluny d'assolir la paritat real també en l'àmbit polític. Per això, aquí es presenta un directori amb les dades dels càrrecs ocupats per dones a la darrera legislatura finalitzada (2015-2019) a Catalunya; amb l'objectiu de visibilitzar i fer difusió del treball de les dones a la política catalana.

Vegeu el darrer epígraf Darreres eleccions municipals 26M (2019-) per les dades globals i mapes actuals.
| « | El llenguatge i en general els elements de comunicació (...) en tant que són una construcció social, reflecteixen la situació existent de desigualtat i contribueixen a reforçar-la, però, també es mostren com un possible instrument per al canvi, donat que tenen una importància fonamental en el desenvolupament de les persones per la seva estreta relació amb el pensament i en la construcció d'una societat més igualitària. | » |
| — Observatori de les Dones en els Mitjans de Comunicació; Diputació de Barcelona; Generalitat de Catalunya. , Guia orientativa sobre l'ús d'una comunicació no sexista en les administracions locals (2018) | |   |

## Llista
Informació actualitzada per un bot. Els canvis manuals es perdran quan s'actualitzi!
| Alcaldessa                       | Municipi                          | Comarca           | Inici                 | Fi         | Dades                         |
| -------------------------------- | --------------------------------- | ----------------- | --------------------- | ---------- | ----------------------------- |
| Abigail Garrido Tinta            | Sant Pere de Ribes                | Garraf            | 13-06-2015            | 15-11-2024 | Modifica les dades a Wikidata |
| Ada Colau i Ballano              | Barcelona                         | Barcelonès        | 13-06-2015            | 17-06-2023 | Modifica les dades a Wikidata |
| Adrià Valls i Sellés             | Castellbell i el Vilar            | Bages             | 11-06-2011            |            | Modifica les dades a Wikidata |
| Agnès Ferré i Cañellas           | la Bisbal del Penedès             | Baix Penedès      | 13-06-2015            |            | Modifica les dades a Wikidata |
| Alba Gonzàlez Planas             | Cava                              | Alt Urgell        | 13-06-2015            | 15-06-2019 | Modifica les dades a Wikidata |
| Alba Pérez Subirana              | Navarcles                         | Bages             | 26-05-2019            |            | Modifica les dades a Wikidata |
| Ana María Martínez Martínez      | Rubí                              | Vallès Occidental | 13-06-2015            | 01-01-2019 | Modifica les dades a Wikidata |
| Anna Aragonès Roc                | Riudecols                         | Baix Camp         | 11-06-2011            | 15-06-2019 | Modifica les dades a Wikidata |
| Anna Erra i Solà                 | Vic                               | Osona             | 13-06-2015            | 01-06-2023 | Modifica les dades a Wikidata |
| Anna Feliu i Moragues            | Sant Salvador de Guardiola l'Albi | Bages Garrigues   | 25-05-2015 13-06-2015 |            | Modifica les dades a Wikidata |
| Anna Franquesa Roca              | Santa Eugènia de Berga            | Osona             | 11-06-2011            | 15-06-2019 | Modifica les dades a Wikidata |
| Anna Garcia Ventura              | Marganell                         | Bages             | 13-06-2015            | 15-06-2019 | Modifica les dades a Wikidata |
| Anna Guixà i Fisas               | Sant Quirze Safaja                | Moianès           | 13-06-2015            |            | Modifica les dades a Wikidata |
| Anna Iglesias Castelló           | Madremanya                        | Gironès           | 26-05-2019            |            | Modifica les dades a Wikidata |
| Anna Magem Marsó                 | Balenyà                           | Osona             | 11-06-2011            | 15-06-2019 | Modifica les dades a Wikidata |
| Anna Maria Calvís i Munsó        | Menàrguens                        | Noguera           | 13-06-2015            |            | Modifica les dades a Wikidata |
| Anna Martínez Almoril            | Santa Coloma de Cervelló          | Baix Llobregat    | 02-11-2016            | 19-06-2021 | Modifica les dades a Wikidata |
| Anna Palet Vilaplana             | Vilanant                          | Alt Empordà       | 12-07-2012            |            | Modifica les dades a Wikidata |
| Anna Torrentà i Costa            | Ordis                             | Alt Empordà       | 13-06-2015            |            | Modifica les dades a Wikidata |
| Anna Vayreda i Torrent           | Beuda                             | Garrotxa          | 13-06-2015            | 15-06-2019 | Modifica les dades a Wikidata |
| Anna Vila Palol                  | Setcases                          | Ripollès          | 01-12-2017            | 24-01-2022 | Modifica les dades a Wikidata |
| Annabel Moreno i Nogué           | Arenys de Mar                     | Maresme           | 06-04-2016            | 17-06-2023 | Modifica les dades a Wikidata |
| Ascensión Ratia Checa            | Pallejà                           | Baix Llobregat    | 13-06-2015            |            | Modifica les dades a Wikidata |
| Barbara Van Hoestenberghe        | Pontós                            | Alt Empordà       | 26-05-2019            |            | Modifica les dades a Wikidata |
| Blanca Arbell i Brugarola        | Canet de Mar                      | Maresme           | 13-06-2015            | 01-01-2023 | Modifica les dades a Wikidata |
| Blanca López Quiñones            | Garcia                            | Ribera d'Ebre     | 13-06-2015            |            | Modifica les dades a Wikidata |
| Candela López Tagliafico         | Castelldefels                     | Baix Llobregat    | 13-06-2015            | 07-06-2017 | Modifica les dades a Wikidata |
| Carme Amenós Fabregat            | Passanant i Belltall              | Conca de Barberà  | 23-05-2011            | 26-05-2019 | Modifica les dades a Wikidata |
| Carme Barceló i Blanch           | Vila-sacra                        | Alt Empordà       | 19-02-1994            | 15-06-2019 | Modifica les dades a Wikidata |
| Carme Basora Ventura             | el Rourell                        | Alt Camp          | 11-06-2011            |            | Modifica les dades a Wikidata |
| Carme Ferrer i Cervelló          | Senan                             | Conca de Barberà  | 13-06-2015            |            | Modifica les dades a Wikidata |
| Carme Güell Parnau               | Corçà                             | Baix Empordà      | 16-06-2007            | 15-06-2019 | Modifica les dades a Wikidata |
| Carme Lostao i Otero             | Oliana                            | Alt Urgell        | 01-01-2019            | 01-01-2023 | Modifica les dades a Wikidata |
| Carme Pinyol Oró                 | Llardecans                        | Segrià            | 13-06-2015            |            | Modifica les dades a Wikidata |
| Carmela Fortuny i Camarena       | Sant Cugat del Vallès             | Vallès Occidental | 07-06-2018            | 15-06-2019 | Modifica les dades a Wikidata |
| Carola Llauró i Sastre           | Vilassar de Dalt                  | Maresme           | 01-01-2019            |            | Modifica les dades a Wikidata |
| Concepció Cañadell i Salvia      | Térmens                           | Noguera           | 13-06-2015            |            | Modifica les dades a Wikidata |
| Concepció Pujol Sarroca          | Ginestar                          | Ribera d'Ebre     | 13-06-2015            |            | Modifica les dades a Wikidata |
| Consol Cantenys Arbolí           | Vilafant                          | Alt Empordà       | 19-12-2009            | 17-06-2023 | Modifica les dades a Wikidata |
| Cristina Barbens Casals          | Bassella                          | Alt Urgell        | 28-06-2015            |            | Modifica les dades a Wikidata |
| Cristina Bordes Servós           | Abella de la Conca                | Pallars Jussà     | 01-05-2015            | 01-01-2017 | Modifica les dades a Wikidata |
| Cristina Carreres Haro           | Santa Oliva                       | Baix Penedès      | 13-06-2015            | 15-06-2019 | Modifica les dades a Wikidata |
| Cristina Lafay Bertran           | Castelló de Farfanya              | Noguera           | 23-07-2016            | 15-06-2019 | Modifica les dades a Wikidata |
| Cristina Mas Soteras             | els Prats de Rei                  | Anoia             | 13-06-2015            |            | Modifica les dades a Wikidata |
| Cristina Mundet i Benito         | Vilobí d'Onyar                    | Selva             | 13-06-2015            | 17-06-2023 | Modifica les dades a Wikidata |
| Cristina Teixidó Vendrell        | Bellmunt d'Urgell                 | Noguera           | 11-06-2011            |            | Modifica les dades a Wikidata |
| Dolors Cambras Saques            | Sant Pau de Segúries              | Ripollès          | 13-06-2015            | 25-05-2023 | Modifica les dades a Wikidata |
| Dolors Farré i Cuadras           | Valls                             | Alt Camp          | 26-05-2019            |            | Modifica les dades a Wikidata |
| Dominica Montiel Puig            | Rabós                             | Alt Empordà       | 11-06-2011            |            | Modifica les dades a Wikidata |
| Elena Llauradó Pomar             | la Granadella                     | Garrigues         | 26-05-2019            |            | Modifica les dades a Wikidata |
| Elisabet Ferreres Vergés         | Montesquiu                        | Osona             | 11-06-2011            | 15-06-2019 | Modifica les dades a Wikidata |
| Elisabet Lizaso Cantón           | Camarasa                          | Noguera           | 13-06-2015            |            | Modifica les dades a Wikidata |
| Elisabeth Oliveras i Jorba       | Sant Quirze del Vallès            | Vallès Occidental | 13-06-2015            |            | Modifica les dades a Wikidata |
| Elisenda Barceló Olivé           | Arbolí                            | Baix Camp         | 13-06-2015            | 15-06-2019 | Modifica les dades a Wikidata |
| Estefania Rufach Fontova         | Os de Balaguer                    | Noguera           | 11-06-2011            |            | Modifica les dades a Wikidata |
| Ester Farreró Jimenez            | Vilaür                            | Alt Empordà       | 26-05-2019            |            | Modifica les dades a Wikidata |
| Ester Ordeig Casas               | Sobremunt                         | Lluçanès          | 26-05-2019            |            | Modifica les dades a Wikidata |
| Esther Pujol Martí               | Tiana                             | Maresme           | 11-06-2011            | 15-06-2019 | Modifica les dades a Wikidata |
| Eva Amposta Serres               | el Pinell de Brai                 | Terra Alta        | 24-01-2018            | 17-06-2023 | Modifica les dades a Wikidata |
| Eva Boixadé Calm                 | Lluçà                             | Lluçanès          | 14-06-2003            | 01-01-2021 | Modifica les dades a Wikidata |
| Eva Maria Martínez Morales       | Vallirana                         | Baix Llobregat    | 11-06-2011            |            | Modifica les dades a Wikidata |
| Eva María Menor Cantador         | Badia del Vallès                  | Vallès Occidental | 21-03-2009            | 28-06-2024 | Modifica les dades a Wikidata |
| Eva Viñolas Marín                | Susqueda                          | Selva             | 16-06-2017            |            | Modifica les dades a Wikidata |
| Francesca Berenguer Priego       | Viladecavalls                     | Vallès Occidental | 23-05-2011            |            | Modifica les dades a Wikidata |
| Gemma Benaiges Vidal             | Vilallonga del Camp               | Tarragonès        | 26-05-2019            | 17-06-2023 | Modifica les dades a Wikidata |
| Gemma Carim Gironés              | Vinebre                           | Ribera d'Ebre     | 16-06-2007            | 17-06-2023 | Modifica les dades a Wikidata |
| Gemma Orrit i Capdevila          | Peramola                          | Alt Urgell        | 13-06-2015            | 01-01-2019 | Modifica les dades a Wikidata |
| Gisela Saladich i Parés          | Tossa de Mar                      | Selva             | 11-06-2011            | 15-06-2019 | Modifica les dades a Wikidata |
| Ildefonsa Tarrida Sardà          | Carme                             | Anoia             | 13-06-2016            |            | Modifica les dades a Wikidata |
| Imma Costa Ramon                 | el Montmell                       | Baix Penedès      | 01-01-2003            | 01-01-2019 | Modifica les dades a Wikidata |
| Imma Ferret Raventós             | Santa Margarida i els Monjos      | Alt Penedès       | 11-06-2011            |            | Modifica les dades a Wikidata |
| Imma Palet i Rubió               | Orpí                              | Anoia             | 11-06-2011            |            | Modifica les dades a Wikidata |
| Inmaculada Costa Ramon           | el Montmell                       | Baix Penedès      | 14-06-2003            | 15-06-2019 | Modifica les dades a Wikidata |
| Inmaculada Font i Micola         | Campins                           | Vallès Oriental   | 26-05-2019            |            | Modifica les dades a Wikidata |
| Inmaculada Secanell Viladot      | Tarroja de Segarra                | Segarra           | 25-05-2015            |            | Modifica les dades a Wikidata |
| Inés Moré Tolo                   | Talarn                            | Pallars Jussà     | 22-08-2016            | 15-06-2019 | Modifica les dades a Wikidata |
| Isabel García Ripoll             | Santa Perpètua de Mogoda          | Vallès Occidental | 23-05-2011            |            | Modifica les dades a Wikidata |
| Isabel Maria Cortada i Soler     | Palau-saverdera                   | Alt Empordà       | 13-06-2015            |            | Modifica les dades a Wikidata |
| Isabel Serra Montañà             | Viver i Serrateix                 | Berguedà          | 11-06-2011            |            | Modifica les dades a Wikidata |
| Isabel Soler García              | Cubelles                          | Garraf            |                       |            | Modifica les dades a Wikidata |
| Isabel Teixidor Damm             | Garriguella                       | Alt Empordà       | 13-06-2015            |            | Modifica les dades a Wikidata |
| Janna Locher Casas               | Sora                              | Osona             | 13-06-2015            |            | Modifica les dades a Wikidata |
| Joan Playà Guirado               | Castellbisbal                     | Vallès Occidental | 25-05-2015            | 17-06-2023 | Modifica les dades a Wikidata |
| Joana Cobo Ortiz                 | Vilajuïga                         | Alt Empordà       | 13-06-2015            | 15-06-2019 | Modifica les dades a Wikidata |
| Jordi Selga i Feixas             | Guixers                           | Solsonès          | 26-05-2019            |            | Modifica les dades a Wikidata |
| Josefina Bartolí Parera          | Aiguamúrcia                       | Alt Camp          | 11-06-2011            | 15-06-2019 | Modifica les dades a Wikidata |
| Josefina Lladós i Torrent        | Ribera d'Urgellet                 | Alt Urgell        | 13-06-2015            |            | Modifica les dades a Wikidata |
| Judit Trepat Ampurdanés          | Conesa                            | Conca de Barberà  | 13-06-2015            | 15-06-2019 | Modifica les dades a Wikidata |
| Júlia Gil Vilar                  | Avinyonet de Puigventós           | Alt Empordà       | 12-07-2017            |            | Modifica les dades a Wikidata |
| Laura Arraut Díaz                | Alt Àneu                          | Pallars Sobirà    | 13-06-2015            | 15-06-2019 | Modifica les dades a Wikidata |
| Laura Campos Ferrer              | Montcada i Reixac                 | Vallès Occidental | 13-06-2015            | 01-01-2023 | Modifica les dades a Wikidata |
| Laura Cortada Cortada            | Montornès de Segarra              | Segarra           | 13-06-2015            | 15-06-2019 | Modifica les dades a Wikidata |
| Laura Piera Cuadras              | Nalec                             | Urgell            | 14-06-2003            | 15-06-2019 | Modifica les dades a Wikidata |
| Lidia Ber Salmons                | les Avellanes i Santa Linya       | Noguera           | 13-06-2015            |            | Modifica les dades a Wikidata |
| Lidia Guerrero Martín            | l'Albiol                          | Baix Camp         | 13-06-2015            | 15-06-2019 | Modifica les dades a Wikidata |
| Lina Morales Serra               | Cabrils                           | Maresme           | 11-06-2011            | 15-06-2019 | Modifica les dades a Wikidata |
| Lluïsa Moret i Sabidó            | Sant Boi de Llobregat             | Baix Llobregat    | 10-05-2014            |            | Modifica les dades a Wikidata |
| Lurdes Rovira Plarromaní         | Tavertet                          | Osona             | 13-06-2015            | 15-06-2019 | Modifica les dades a Wikidata |
| Lídia Bargas Musoy               | Prades                            | Baix Camp         | 11-06-2011            |            | Modifica les dades a Wikidata |
| Magi Balcells Gasol              | les Piles                         | Conca de Barberà  | 24-10-2009            | 26-05-2019 | Modifica les dades a Wikidata |
| Maite Aymerich Boltà             | Sant Vicenç dels Horts            | Baix Llobregat    | 29-12-2015            | 15-06-2019 | Modifica les dades a Wikidata |
| Margarida Feliu i Portabella     | Viladrau                          | Osona             | 13-06-2015            | 10-10-2019 | Modifica les dades a Wikidata |
| Mari Carmen Ribó Domenjó         | Alàs i Cerc                       | Alt Urgell        | 13-06-2015            |            | Modifica les dades a Wikidata |
| Maria Assumpta Rosell i Medall   | Sant Sadurní d'Anoia              | Alt Penedès       | 14-06-2014            | 18-09-2017 | Modifica les dades a Wikidata |
| Maria Basomba Gili               | Ponts                             | Noguera           | 13-09-2017            | 15-06-2019 | Modifica les dades a Wikidata |
| Maria Carme Amenós Fabregat      | Passanant i Belltall              | Conca de Barberà  | 11-06-2011            | 15-06-2019 | Modifica les dades a Wikidata |
| Maria Carme Culleré Llavoré      | Belianes                          | Urgell            | 26-05-2019            |            | Modifica les dades a Wikidata |
| Maria Carme Freixa i Bosch       | Vallfogona de Ripollès            | Ripollès          | 14-06-2003            | 26-05-2019 | Modifica les dades a Wikidata |
| Maria Carmen Ponsa Monge         | Malgrat de Mar                    | Maresme           | 01-02-2017            | 15-06-2019 | Modifica les dades a Wikidata |
| Maria Claustre Sunyer Cantons    | Castellar de la Ribera            | Solsonès          | 13-06-2015            |            | Modifica les dades a Wikidata |
| Maria Dolors Pascual Miquel      | Vilanova de Bellpuig              | Pla d'Urgell      | 26-05-2019            |            | Modifica les dades a Wikidata |
| Maria Dolors Sabater i Puig      | Badalona                          | Barcelonès        | 13-06-2015            | 20-06-2018 | Modifica les dades a Wikidata |
| Maria Dolors Tella Albareda      | Sidamon                           | Pla d'Urgell      | 25-07-2017            |            | Modifica les dades a Wikidata |
| Maria Gifré i Rodríguez          | Llagostera                        | Gironès           |                       |            | Modifica les dades a Wikidata |
| Maria Gràcia Serrats Paretas     | Ultramort                         | Baix Empordà      | 17-06-1995            | 17-06-2023 | Modifica les dades a Wikidata |
| Maria Immaculada Constans i Ruiz | Queralbs                          | Ripollès          | 11-06-2011            |            | Modifica les dades a Wikidata |
| Maria José Erta Ruíz             | Vilaller                          | Alta Ribagorça    | 13-06-2015            |            | Modifica les dades a Wikidata |
| Maria José Invernon Módol        | Aspa                              | Segrià            | 16-06-2007            |            | Modifica les dades a Wikidata |
| Maria Lluïsa Berdala i Cirera    | Sant Antoni de Vilamajor          | Vallès Oriental   | 11-06-2011            | 15-06-2019 | Modifica les dades a Wikidata |
| Maria Lluïsa Prat Boneta         | Alcoletge                         | Segrià            | 13-06-2015            | 15-06-2019 | Modifica les dades a Wikidata |
| Maria Lluïsa Teixidor Pagès      | la Pera                           | Baix Empordà      | 13-06-2015            | 15-06-2019 | Modifica les dades a Wikidata |
| Maria Mar Amorós Mas             | Pradell de la Teixeta             | Priorat           | 13-06-2015            | 15-06-2019 | Modifica les dades a Wikidata |
| Maria Mercè Esteve i Pi          | Begues                            | Baix Llobregat    | 11-06-2011            |            | Modifica les dades a Wikidata |
| Maria Mercè Pedret i Ramos       | Benifallet                        | Baix Ebre         | 13-06-2015            |            | Modifica les dades a Wikidata |
| Maria Pilar Melsió Bastida       | Estamariu                         | Alt Urgell        | 01-01-2019            |            | Modifica les dades a Wikidata |
| Maria Pilar Pagès Andrés         | Regencós                          | Baix Empordà      | 13-06-2015            | 14-06-2018 | Modifica les dades a Wikidata |
| Maria Rosa Vila Juanhuix         | Amer                              | Selva             | 13-06-2015            |            | Modifica les dades a Wikidata |
| Maria Sarret Pijuan              | Vallfogona de Balaguer            | Noguera           | 11-06-2011            | 15-06-2019 | Modifica les dades a Wikidata |
| Maria Sayavera i Seuba           | Òdena                             | Anoia             | 01-06-2019            | 01-05-2022 | Modifica les dades a Wikidata |
| Maria Soler Sala                 | Abrera                            | Baix Llobregat    | 16-06-2007            | 15-06-2015 | Modifica les dades a Wikidata |
| Maria Teresa Carrillo Garcia     | el Figaró-Montmany                | Vallès Oriental   | 13-06-2015            |            | Modifica les dades a Wikidata |
| Maria Teresa Cullerés Esteve     | Sarroca de Lleida                 | Segrià            | 26-05-2019            |            | Modifica les dades a Wikidata |
| Maria Teresa Espadaler Casellas  | Sant Quirze de Besora             | Osona             | 04-12-2018            | 15-06-2019 | Modifica les dades a Wikidata |
| Maria Teresa Mariné Solé         | Vilalba dels Arcs                 | Terra Alta        | 25-05-2015            | 26-05-2019 | Modifica les dades a Wikidata |
| Maria Teresa Marmí Fígols        | Montmajor                         | Berguedà          | 13-06-2015            | 15-06-2019 | Modifica les dades a Wikidata |
| Maria Àngels Vilà Sastre         | Sant Martí Vell                   | Gironès           | 12-09-2018            |            | Modifica les dades a Wikidata |
| Maribel Ferrer Bosch             | Vallbona d'Anoia                  | Anoia             | 30-05-2016            | 15-06-2019 | Modifica les dades a Wikidata |
| Maricel Segú Peralba             | Foradada                          | Noguera           | 11-06-2011            |            | Modifica les dades a Wikidata |
| Marina Gutés i Serra             | Agullana                          | Alt Empordà       | 13-06-2015            |            | Modifica les dades a Wikidata |
| Marta Blanch Figueras            | Puigpelat                         | Alt Camp          | 11-06-2011            |            | Modifica les dades a Wikidata |
| Marta Felip i Torres             | Figueres                          | Alt Empordà       | 04-01-2013            | 14-11-2018 | Modifica les dades a Wikidata |
| Marta Madrenas i Mir             | Girona                            | Gironès           | 18-03-2016            | 17-06-2023 | Modifica les dades a Wikidata |
| Marta Poch Massegú               | Josa i Tuixén                     | Alt Urgell        | 13-06-2015            |            | Modifica les dades a Wikidata |
| Marta Puigantell Busqueta        | la Quar                           | Berguedà          | 26-05-2019            |            | Modifica les dades a Wikidata |
| Marta Roqué i Aubia              | Rellinars                         | Vallès Occidental | 13-06-2015            |            | Modifica les dades a Wikidata |
| Marta Verdejo Sánchez            | Olivella                          | Garraf            | 13-06-2015            |            | Modifica les dades a Wikidata |
| María José Beltran Piñol         | Tivenys                           | Baix Ebre         | 14-06-2003            | 15-06-2019 | Modifica les dades a Wikidata |
| María Miranda Cuervas            | Castelldefels                     | Baix Llobregat    | 10-06-2017            | 17-06-2023 | Modifica les dades a Wikidata |
| María Pilar Ubach Fábrega        | Esterri de Cardós                 | Pallars Sobirà    |                       |            | Modifica les dades a Wikidata |
| Mercè Bosch i Romans             | Maçanet de Cabrenys               | Alt Empordà       | 13-06-2015            |            | Modifica les dades a Wikidata |
| Mercè Conesa i Pagès             | Sant Cugat del Vallès             | Vallès Occidental | 28-12-2010            | 07-06-2018 | Modifica les dades a Wikidata |
| Mercè Fuentes Pujol              | la Nou de Berguedà                | Berguedà          | 01-01-2019            | 01-01-2021 | Modifica les dades a Wikidata |
| Mercè Rubió i Carré              | Cervià de les Garrigues           | Garrigues         | 13-06-2015            |            | Modifica les dades a Wikidata |
| Meritxell Budó i Pla             | la Garriga                        | Vallès Oriental   | 11-06-2011            | 24-03-2019 | Modifica les dades a Wikidata |
| Meritxell Martorell Porqueres    | la Morera de Montsant             | Priorat           | 02-06-2017            | 15-06-2019 | Modifica les dades a Wikidata |
| Meritxell Roigé i Pedrola        | Tortosa                           | Baix Ebre         | 10-02-2018            | 16-06-2023 | Modifica les dades a Wikidata |
| Mireia Besora i Sans             | Capolat                           | Berguedà          | 13-06-2015            | 15-06-2019 | Modifica les dades a Wikidata |
| Mireia Burgués Novau             | Àger                              | Noguera           | 26-05-2019            |            | Modifica les dades a Wikidata |
| Mireia Solsona i Garriga         | Matadepera                        | Vallès Occidental | 16-06-2007            | 15-06-2019 | Modifica les dades a Wikidata |
| Misericòrdia Montlleó i Domènech | Ulldemolins                       | Priorat           | 03-07-1999            | 15-06-2019 | Modifica les dades a Wikidata |
| Modesta Cucurull Nadal           | Sant Mori                         | Alt Empordà       | 16-06-2007            | 17-07-2017 | Modifica les dades a Wikidata |
| Montse Perelló Margalef          | Tivissa                           | Ribera d'Ebre     | 26-05-2019            | 17-06-2023 | Modifica les dades a Wikidata |
| Montserrat Albet Noya            | Sant Cugat Sesgarrigues           | Alt Penedès       | 11-06-2011            | 15-06-2019 | Modifica les dades a Wikidata |
| Montserrat Badia Piqué           | Vilada                            | Berguedà          | 13-06-2015            | 15-06-2019 | Modifica les dades a Wikidata |
| Montserrat Barniol i Carcasona   | Alpens                            | Lluçanès          | 14-06-2003            | 25-05-2023 | Modifica les dades a Wikidata |
| Montserrat Candini i Puig        | Calella                           | Maresme           | 06-11-2011            | 01-05-2022 | Modifica les dades a Wikidata |
| Montserrat Carreras García       | Cunit                             | Baix Penedès      | 11-06-2011            | 15-06-2019 | Modifica les dades a Wikidata |
| Montserrat Cobo                  | Santa Maria de Martorelles        | Vallès Oriental   | 07-07-2009            |            | Modifica les dades a Wikidata |
| Montserrat Coma Ribera           | Ivars d'Urgell                    | Pla d'Urgell      | 13-06-2015            | 15-06-2019 | Modifica les dades a Wikidata |
| Montserrat Febrero Piera         | Corbera de Llobregat              | Baix Llobregat    | 02-05-2018            |            | Modifica les dades a Wikidata |
| Montserrat Feliu Roig            | el Pont d'Armentera               | Alt Camp          | 26-05-2019            |            | Modifica les dades a Wikidata |
| Montserrat Fornells i Solé       | Vilanova de l'Aguda               | Noguera           | 16-06-2007            | 17-06-2023 | Modifica les dades a Wikidata |
| Montserrat Garrido Romera        | Sant Pol de Mar                   | Maresme           | 11-06-2011            | 15-06-2019 | Modifica les dades a Wikidata |
| Montserrat Mascaró Gras          | Pacs del Penedès                  | Alt Penedès       | 01-12-2017            |            | Modifica les dades a Wikidata |
| Montserrat Meseguer Muñoz        | el Palau d'Anglesola              | Pla d'Urgell      | 08-10-2009            | 15-06-2019 | Modifica les dades a Wikidata |
| Montserrat Mindan i Cortada      | Roses                             | Alt Empordà       | 03-08-2013            | 26-06-2021 | Modifica les dades a Wikidata |
| Montserrat Noguera Cantacorps    | Sant Pere Sallavinera             | Anoia             | 16-06-2007            |            | Modifica les dades a Wikidata |
| Montserrat Playà i Camps         | Mura                              | Bages             | 01-01-2015            |            | Modifica les dades a Wikidata |
| Montserrat Rosario i Abelló      | Torroja del Priorat               | Priorat           | 13-06-2015            | 15-06-2019 | Modifica les dades a Wikidata |
| Montserrat Roura i Massaneda     | Riudellots de la Selva            | Selva             | 14-06-2003            | 01-01-2023 | Modifica les dades a Wikidata |
| Montserrat Ruiz Iglesia          | Puiggròs                          | Garrigues         | 01-01-2019            | 01-01-2022 | Modifica les dades a Wikidata |
| Montserrat Sanmartí Pratginestós | Sant Fost de Campsentelles        | Vallès Oriental   | 14-05-2008            | 15-06-2019 | Modifica les dades a Wikidata |
| Montserrat Venturós i Villalba   | Berga                             | Berguedà          | 13-06-2015            | 04-10-2018 | Modifica les dades a Wikidata |
| Mònica Boix Pagès                | Montagut i Oix                    | Garrotxa          | 11-06-2011            | 01-01-2023 | Modifica les dades a Wikidata |
| Mònica Bonsoms Pastoret          | Vilallonga de Ter                 | Ripollès          | 13-06-2015            | 14-06-2023 | Modifica les dades a Wikidata |
| Natalia Amiel Bruguera           | Pedret i Marzà                    | Alt Empordà       | 13-06-2015            | 15-06-2019 | Modifica les dades a Wikidata |
| Neus Lloveras i Massana          | Vilanova i la Geltrú              | Garraf            | 11-06-2011            | 15-06-2019 | Modifica les dades a Wikidata |
| Noemí Trucharte Cervera          | Vilanova del Camí                 | Anoia             | 26-05-2019            |            | Modifica les dades a Wikidata |
| Nuria Roca Carrasco              | Sant Martí de Centelles           | Osona             | 26-05-2019            |            | Modifica les dades a Wikidata |
| Núria Berga i Ferrer             | Jafre                             | Baix Empordà      | 13-06-2015            | 17-06-2023 | Modifica les dades a Wikidata |
| Núria Civit Abella               | el Cogul                          | Garrigues         | 13-06-2015            | 15-06-2019 | Modifica les dades a Wikidata |
| Núria Colomé i Rodríguez         | Sentmenat                         | Vallès Occidental | 03-04-2018            | 15-06-2019 | Modifica les dades a Wikidata |
| Núria Lagé Alè                   | Gósol                             | Berguedà          |                       |            | Modifica les dades a Wikidata |
| Núria Magrans Anglés             | Torrefeta i Florejacs             | Segarra           | 21-11-2012            | 15-06-2019 | Modifica les dades a Wikidata |
| Núria Manchado Llorens           | Masllorenç                        | Baix Penedès      | 11-06-2011            | 15-06-2019 | Modifica les dades a Wikidata |
| Núria Marín Martínez             | l'Hospitalet de Llobregat         | Barcelonès        | 19-04-2008            | 15-06-2024 | Modifica les dades a Wikidata |
| Núria Masnou Pujol               | Montseny                          | Vallès Oriental   | 26-05-2019            |            | Modifica les dades a Wikidata |
| Núria Parlon i Gil               | Santa Coloma de Gramenet          | Barcelonès        | 17-11-2009            | 27-08-2024 | Modifica les dades a Wikidata |
| Núria Pérez Desel                | Pardines                          | Ripollès          | 13-06-2015            |            | Modifica les dades a Wikidata |
| Núria Ventura i Brusca           | Ulldecona                         | Montsià           | 13-06-2015            |            | Modifica les dades a Wikidata |
| Olga Carbonell Sabartés          | Sant Climent Sescebes             | Alt Empordà       | 13-06-2015            |            | Modifica les dades a Wikidata |
| Pamela Isús i Saurí              | Sant Pere de Vilamajor            | Vallès Oriental   | 13-06-2015            |            | Modifica les dades a Wikidata |
| Patrocini Canal Burniol          | Avià                              | Berguedà          | 11-06-2011            |            | Modifica les dades a Wikidata |
| Pilar Bosch Bech                 | Garrigàs                          | Alt Empordà       | 15-06-2017            |            | Modifica les dades a Wikidata |
| Pilar Díaz i Romero              | Esplugues de Llobregat            | Baix Llobregat    | 12-06-2006            | 02-10-2024 | Modifica les dades a Wikidata |
| Pilar Puimedon Monclús           | Olesa de Montserrat               | Baix Llobregat    | 13-06-2015            | 13-06-2019 | Modifica les dades a Wikidata |
| Pilar Sancho i Espigulé          | Llagostera                        | Gironès           |                       |            | Modifica les dades a Wikidata |
| Raquel Sala i Prat               | Montclar                          | Berguedà          | 13-06-2015            |            | Modifica les dades a Wikidata |
| Q16302262                        | Gavà                              | Baix Llobregat    | 15-02-2014            | 12-07-2021 | Modifica les dades a Wikidata |
| Remei Costa Reig                 | Ventalló                          | Alt Empordà       | 26-05-2019            |            | Modifica les dades a Wikidata |
| Rosa Andorrà Nicola              | el Pont de Bar                    | Alt Urgell        | 26-05-2019            |            | Modifica les dades a Wikidata |
| Rosa Boladeras Serraviñals       | Corbera de Llobregat              | Baix Llobregat    | 23-05-2011            | 04-05-2018 | Modifica les dades a Wikidata |
| Rosa Funtané i Vilà              | Montgat                           | Maresme           | 13-06-2015            | 18-12-2019 | Modifica les dades a Wikidata |
| Rosa Huguet Sugranyes            | Canyelles                         | Garraf            | 11-06-2011            |            | Modifica les dades a Wikidata |
| Rosa Maria Esteve Nadal          | Sant Pere de Riudebitlles         | Alt Penedès       | 13-06-2015            | 15-06-2019 | Modifica les dades a Wikidata |
| Rosa Maria Mora Valls            | Anglesola                         | Urgell            | 14-06-2003            | 15-06-2019 | Modifica les dades a Wikidata |
| Rosa Maria Perelló i Escoda      | Tàrrega                           | Urgell            | 11-06-2011            | 15-06-2019 | Modifica les dades a Wikidata |
| Rosa Mirat Marqués               | Es Bòrdes                         | Vall d'Aran       | 01-01-2019            |            | Modifica les dades a Wikidata |
| Rosa Montserrat Fonoll Ventura   | Cubelles                          | Garraf            | 13-06-2015            |            | Modifica les dades a Wikidata |
| Rosa Narbona Agustín             | Sant Martí Sesgueioles            | Anoia             | 30-05-2016            | 01-06-2023 | Modifica les dades a Wikidata |
| Rosa Pou i Baró                  | Caldes d'Estrac                   | Maresme           | 01-01-2016            | 01-01-2021 | Modifica les dades a Wikidata |
| Rosa Pujol Esteve                | Aitona                            | Segrià            | 26-03-2010            |            | Modifica les dades a Wikidata |
| Rosa Vestit i Villegas           | Sant Quirze de Besora             | Osona             | 11-06-2011            | 04-12-2018 | Modifica les dades a Wikidata |
| Roser Estañol i Torrent          | Cervià de Ter                     | Gironès           | 11-06-2011            | 17-06-2023 | Modifica les dades a Wikidata |
| Sandra Barberà                   | Puigverd de Lleida                | Segrià            | 26-05-2019            | 24-08-2022 | Modifica les dades a Wikidata |
| Sara Janer Ferrando              | Pontils                           | Conca de Barberà  | 13-06-2015            |            | Modifica les dades a Wikidata |
| Silvia Sánchez i Castejon        | Monistrol de Calders              | Moianès           | 01-01-2016            | 01-01-2019 | Modifica les dades a Wikidata |
| Silvia Triola Costa              | Sagàs                             | Berguedà          | 11-06-2011            |            | Modifica les dades a Wikidata |
| Sonia Viñolas Mollfulleda        | Malgrat de Mar                    | Maresme           | 26-05-2019            |            | Modifica les dades a Wikidata |
| Sílvia Fuster i Alay             | Barberà del Vallès                | Vallès Occidental | 13-06-2015            | 15-06-2019 | Modifica les dades a Wikidata |
| Sílvia Garrido Galera            | Dosrius                           | Maresme           | 01-01-2019            |            | Modifica les dades a Wikidata |
| Sílvia Monar i Aynier            | Pals                              | Baix Empordà      | 19-09-2013            | 30-11-2017 | Modifica les dades a Wikidata |
| Sònia Martínez Juli              | la Jonquera                       | Alt Empordà       | 11-06-2011            | 17-06-2023 | Modifica les dades a Wikidata |
| Sònia Scafa Álvarez              | Sant Cebrià de Vallalta           | Maresme           | 13-06-2015            | 15-06-2019 | Modifica les dades a Wikidata |
| Teresa Esmel i Casanova          | Godall                            | Montsià           | 05-07-2014            | 15-06-2019 | Modifica les dades a Wikidata |
| Teresa Forés Hernández           | Aldover                           | Baix Ebre         | 13-06-2015            | 15-06-2019 | Modifica les dades a Wikidata |
| Teresa Padrós Casañas            | Palau-solità i Plegamans          | Vallès Occidental | 11-06-2011            | 15-06-2019 | Modifica les dades a Wikidata |
| Vanesa González Márquez          | Vilanova del Camí                 | Anoia             | 23-05-2011            | 26-05-2019 | Modifica les dades a Wikidata |
| Veronique Marie Noelle Fontan    | Bausen                            | Vall d'Aran       | 13-06-2015            | 15-06-2019 | Modifica les dades a Wikidata |
| Verònica Ruiz Leiva              | les Masies de Voltregà            | Osona             | 26-05-2019            |            | Modifica les dades a Wikidata |
| Yolanda Lorenzo i Garcia         | Vilanova del Vallès               | Vallès Oriental   | 13-06-2015            | 17-06-2023 | Modifica les dades a Wikidata |
| Àngels Llombart Ferreres         | Rasquera                          | Ribera d'Ebre     | 25-05-2015            | 01-05-2019 | Modifica les dades a Wikidata |
| Àstrid Desset i Desset           | Anglès                            | Selva             | 13-06-2015            | 19-07-2021 | Modifica les dades a Wikidata |

## Darreres eleccions municipals 26M (2019-)
L'augment de dones als equips de govern dels ajuntaments és imparable, però quan ens fixem en les alcaldesses, encara són molt poques. Actualment després de les darreres municipals les xifres globals de dones als governs locals son aquestes:
- 220 Alcaldesses: això fa un 23% del total de representants. La presència de les dones al capdavant dels ajuntaments encara és minoritària. Com a curiositat, trobem la comarca del Garraf, on tots els municipis estan governats per dones, o el Pla de l'Estany on tots els alcaldes són homes. En paraules de Tània Verge i Mestre, professora de Ciència Política a la Universitat Pompeu Fabra, "segueix sent un percentatge molt lamentable, molt lluny de qualsevol criteri mínim de paritat, que està fixat en el 40% tot i que la paritat real seria del 50%, i això beu de les dinàmiques del partits en l'àmbit local".
- 3.800 Regidores: això fa un 42% del total de representants. Un 75% dels ajuntaments catalans no arriben a la meitat de regidores. Només ho aconsegueixen un 25% dels consistoris.